# Éventail (cyclisme)
Pour les articles homonymes, voir Éventail (homonymie).
En cyclisme, l'éventail désigne un groupe de coureurs qui se placent en diagonale pour se protéger du vent lorsque celui-ci est de côté ou de 3/4 face. Le premier coureur se place du côté de la chaussée d'où vient le vent, les autres coureurs se décalant, pour être à l'abri, sur toute la largeur de la route. Dans cette disposition, si les coureurs de l'éventail accélèrent brusquement, ils peuvent réussir un coup de bordure.